# Peter Ormond
Peter Ormond (* 1970 in Boston, Massachusetts) ist ein irisch-US-amerikanischer Schauspieler.

## Leben
Ormond wurde in Boston als Sohn irischer Eltern geboren. In seinem Teenagerjahren zog die Familie zurück in die irische Heimat. An der University College Cork studierte er Medizin und arbeitete anschließend mehrere Jahre als Arzt. Später lernte er an der Drama Studio London von 2005 bis 2006 das Schauspiel. Bereits während seiner Zeit am Drama Studio London spielte er in ersten Theaterstücken mit. 2006 feierte er sein Fernsehschauspieldebüt als Episodendarsteller in einer Episode der Fernsehserie Victoria Cross Heroes. 2010 hatte er eine Rolle im Kurzfilm A Tale of Two inne. Vier Jahre später wirkte er in der Dokumentation God the Father mit. 2016 spielte er die Rolle des Kaeso in Ben-Hur – Sklave Roms. 2017 stellte er unter anderen die Rolle des Briggs im historischen Film Churchill dar. Im Folgejahr spielte er die Rolle des Colonel Ayres in The Little Stranger. In den folgenden Jahren hatte er Engagements in den Fernsehserien EastEnders und The Crown sowie eine Nebenrolle in Terminator: Dark Fate inne.

## Filmografie (Auswahl)
- 2006: Victoria Cross Heroes (Fernsehdokuserie, Episode 1x01)
- 2010: A Tale of Two Peters (Kurzfilm)
- 2014: God the Father (Dokumentation)
- 2016: Ben-Hur – Sklave Roms (In the Name of Ben Hur)
- 2017: Michael Jackson: Man in the Mirror (Dokumentation)
- 2017: Churchill
- 2018: The Little Stranger
- 2019: EastEnders (Fernsehserie)
- 2019: Terminator: Dark Fate
- 2019: The Crown (Fernsehserie, Episode 3x09)
- 2020: Samaritan (Kurzfilm)
- 2021: The Engineering That Built the World (Fernsehdokuserie, Episode 1x03)

## Theater (Auswahl)
- 2005: Betrayal, Regie: Jilly Bond, Drama Studio London
- 2005: Some Voices, Regie: Yael Shavit, Drama Studio London
- 2005: The White Cat, Regie: Chris Pickles, Drama Studio London
- 2006: Three Sisters, Regie: Peter Craze, Drama Studio London
- 2006: Macbeth, Regie: Holly Wilson, Drama Studio London
- 2006: Twelfth Night, Regie: Crispin Harris, Drama Studio London
- 2006: The Provok'd Wife, Regie: Chris Pickles, Drama Studio London
- 2006: The Happiest Days of Your Life, Regie: Granville Saxto, Drama Studio London
- 2006: Macbeth, Regie: Chris Pickles, Oxford Shakespeare Company
- 2006: King Lear, Regie: Jennifer Lunn, Culturcated Theatre Company
- 2008: The 39 Steps, Regie: David Newman, Fiery Angel, No. 1 Tour
- 2009: Time Out of Joint, Regie: Arnaud Muggleston, Heart Productions, C Soco Edinburgh Festival
- 2009: Dial M for Murder, Regie: Lucy Bailey, Fiery Angel, No. 1 Tour
- 2011: The 39 Steps, Regie: Lucy Skilbeck, Fiery Angel, Criterion Theatre
- 2014: Sense and Sensibility, Regie: Jessica Swale, The Watermill Theatre
- 2016: STONE COLD MURDER, Regie: Gillian King, Sheringham Little Theatre
- 2017: Outisde Mullingar, Regie: Ken Alexander, Vienna's English Theatre
- 2019: Dial M for Murder, Regie: Brendan Murray, Sheringham Little Theatre